# New Chicago
New Chicago és una població dels Estats Units a l'estat d'Indiana. Segons el cens del 2000 tenia 2.063 habitants.

## Demografia
Segons el cens del 2000, New Chicago tenia 2.063 habitants, 826 habitatges, i 532 famílies. La densitat de població era de 1.188,8 habitants/km².
Dels 826 habitatges en un 31,2% hi vivien nens de menys de 18 anys, en un 43,7% hi vivien parelles casades, en un 13,2% dones solteres, i en un 35,5% no eren unitats familiars. En el 29,8% dels habitatges hi vivien persones soles el 10,2% de les quals corresponia a persones de 65 anys o més que vivien soles. El nombre mitjà de persones vivint en cada habitatge era de 2,5 i el nombre mitjà de persones que vivien en cada família era de 3,06.
Per edats la població es repartia de la següent manera: un 26% tenia menys de 18 anys, un 11% entre 18 i 24, un 30% entre 25 i 44, un 22,1% de 45 a 60 i un 11,1% 65 anys o més.
L'edat mediana era de 32 anys. Per cada 100 dones de 18 o més anys hi havia 93,5 homes.
La renda mediana per habitatge era de 32.759 $ i la renda mediana per família de 36.852 $. Els homes tenien una renda mediana de 36.400 $ mentre que les dones 22.045 $. La renda per capita de la població era de 16.342 $. Entorn del 10,6% de les famílies i el 14,2% de la població estaven per davall del llindar de pobresa.

## Poblacions més properes
El següent diagrama mostra les poblacions més properes.